# 陳平公
陳平公（？—前755年），媯姓，名燮，為春秋諸侯國陳國君主之一，他為陳夷公胞弟，承襲陳夷公擔任該國君主。在位期間為前778年－前755年，共在位23年。他是陳國第10位君主。

## 家庭

### 父母
- 父：陳武公

### 兄弟
- 兄：陳夷公

### 子女
- 陳文公

| 前任： 陳夷公 | 春秋陳國君主 在位期間778年－前755年，共在位23年 | 繼任： 陳文公 |